# Nicolas Marie Songis des Courbons
Nicolas Marie Songis des Courbons (Troyes, 23 aprile 1761 – Parigi, 27 dicembre 1810) è stato un militare francese, tra i generali della rivoluzione e del Primo Impero francese.
Capitano di artiglieria durante le guerre rivoluzionarie francesi, ascese al rango di generale di divisione nel 1800 e servì come comandante di artiglieria la Grande Armée tra il 1805 e il 1809, durante le guerre napoleoniche.
È il fratello del generale di divisione Charles Louis Didier Songis Elder (1752-1840).

## Gli inizi della carriera durante le guerre rivoluzionarie
Songis des Courbons entrò nel corpo della reale artiglieria francese come cadetto il 1º agosto 1779 e divenne sottotenente nel 4º reggimento di artiglieria il 18 luglio dell'anno successivo. Il 3 giugno 1787 fu promosso al grado di capitano. Prese quindi parte alle guerre rivoluzione francesi con l'Armée du Nord. Quando il generale Charles François Dumouriez passò dalla parte dei lealisti, Songis des Courbons, che era il secondo al comando dell'artiglieria di Saint-Amand, forte di 80 pezzi di grosso calibro della riserva di artiglieria dell'esercito, si affrettò a condurre lui stesso questa forza di artiglieria a Valenciennes.
Nominato comandante di battaglione provvisorio nell'anno II del CRF, entrò come effettivo nell'8º reggimento di artiglieria appiedata. Impiegato nell'Armata d'Italia, dimostrò tanto talento e competenza da attirare su di sé la particolare attenzione del generale Napoleone Bonaparte. Rese importanti contributi nelle battaglie di Salò, Lonato, Castiglione e Bonaparte, rendendo conto al Direttorio di queste operazioni militari, domandò per Songis il grado di colonnello. Questa promozione gli fu concessa.
Fece poi parte dell'Armata d'Oriente, e si trovò a capo dell'artiglieria nelle varie battaglie che il francesi dovettero sostenere durante la spedizione in Siria. Colonnello a capo del 1º reggimento di artiglieria a cavallo nell'anno VI, si distinse particolarmente durante l'assedio di San Giovanni d'Acri. Il coraggio e l'intelligenza dimostrati in questa occasione gli meritarono il grado di generale di brigata. Prese quindi il comando generale dell'artiglieria, e si dedicò alla ricerca scientifica sulla sua Arma per tutto il tempo che riuscì a ritagliarsi durante le operazioni militari. Il comandante generale Jacques François Menou gli dimostrò molte volte la sua soddisfazione per lo zelo e la capacità con cui dirigeva l'artiglieria. Elevato al grado di generale di divisione il 16 nevoso anno VIII, si impegnò in una infaticabile attività nella battaglia di Eliopoli e nell'assedio di Alessandria.
Rientrato in Francia con l'armata, prese il comando dell'artiglieria della Garde des consuls. Primo ispettore generale di artiglieria e grande ufficiale della Legion d'onore nell'anno XII, fu poi nominato Grande Aquila dell'Ordine (Gran Croce) nell'anno XIII.

## Guerre napoleoniche
Nel 1805 è al comando dell'artiglieria durante la battaglia di Austerlitz. Nominato tra il 1806 e il 1807 comandante in capo dell'artiglieria della Grande Armée, divenne nel 1808 conte dell'Impero e ispettore generale dell'artiglieria, cariche che lo collocarono tra i maggiori dignitari francesi.
Allo scoppio della guerra della quinta coalizione nel 1809, Songis mantenne la sua posizione di comandante in capo dell'artiglieria nella "Grande Armata della Germania".In questa veste, l'11 maggio, appena 10 giorni prima della battaglia di Aspern-Essling, fu inviato in una missione di cruciale importanza per perlustrare la linea sul Danubio tra Vienna e Pressburgo, alla ricerca di un luogo adatto alla traversata dell'armata. Quindi comandò l'artiglieria dell'armata durante la sanguinosa lotta a Aspern e Essling. Dopo la battaglia, Songis fu particolarmente attivo nel coordinare la messa a punto di numerose batterie di artiglieria francese, infatti Napoleone stava preparando un altro attraversamento del Danubio e voleva schierare le batterie in modo da ingannare gli austriaci, facendo loro pensare che egli avrebbe attraversato nella stessa posizione a Aspern-Essling. Tuttavia, la salute di Songis cominciò a declinare rapidamente prima che potesse portare a termine il suo incarico e Napoleone gli permise di tornare in Francia, lasciando il comando al generale Jean Ambroise Baston de Lariboisière.
Il generale di divisione conte Nicolas-Marie Songis des Courbons morì a Parigi il 27 dicembre 1810, dopo una lunga malattia.

## Riconoscimenti

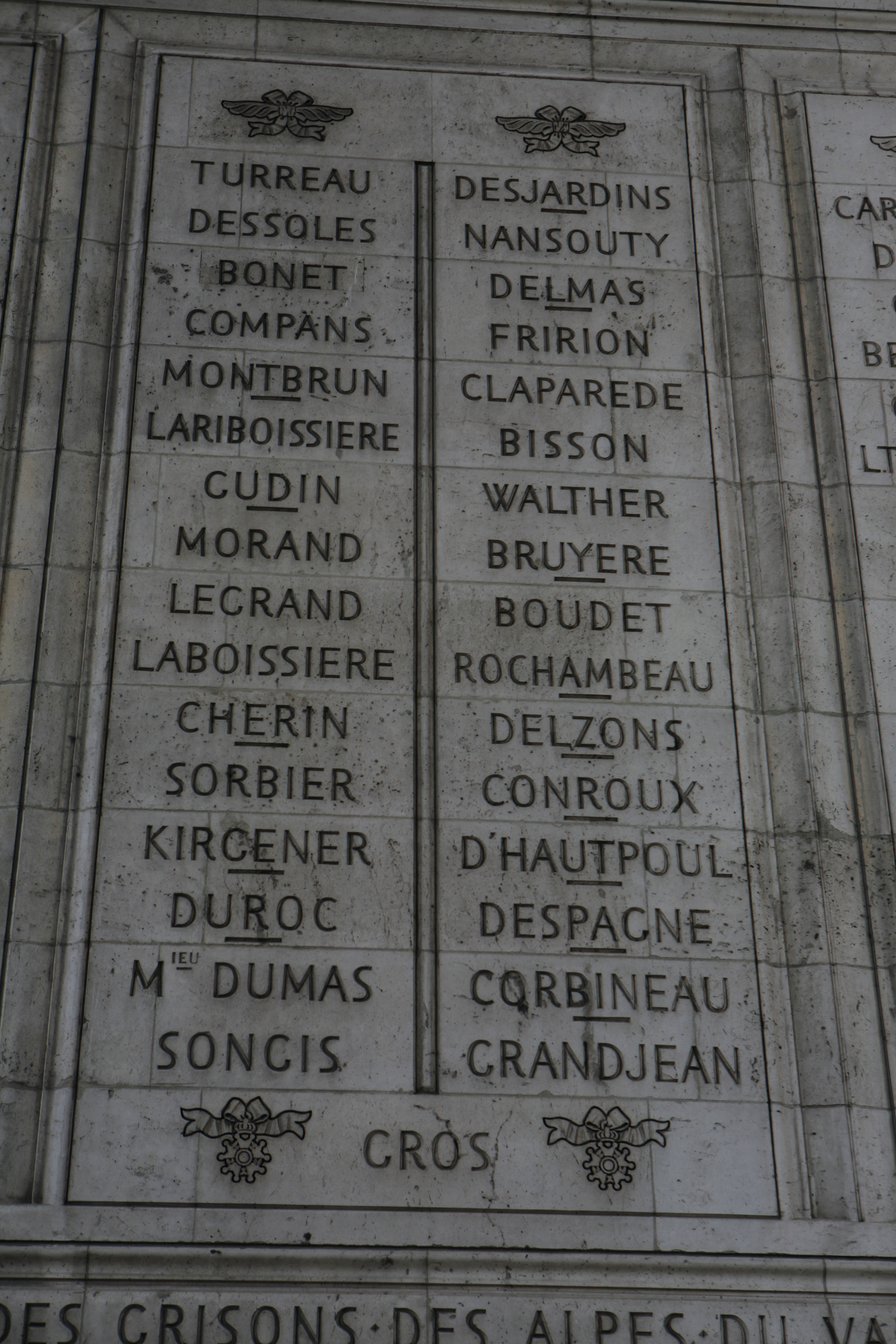
Nomi incisi sull'arco di trionfo: pilastro est, 15ª e 16ª colonna.

Durante la sua vita, il generale Songis fu più volte premiato per la sua attività in ambito militare. Fu elevato al rango di conte dell'Impero, un titolo per il quale le lettere patenti furono emanate il 1º aprile 1809, facendone così un dignitario dell'Impero. Fu anche nominato cavaliere della Corona ferrea, un ordine militare del Regno d'Italia. Il 30 giugno 1807, Songis ricevette il dominio polacco di Zelgniewo, nonché una rendita di 30.000 franchi versati dal regno di Vestfalia e un'altra di 5.882 franchi da parte dell'Impero. Inoltre ricevette una dotazione di 100.000 franchi per l'acquisto di un hôtel particulier.
Come riconoscimento per i suoi meriti militari, il generale Songis è sepolto al Panthéon di Parigi, accanto ad altri commilitoni delle guerre napoleoniche.
Il nome SONGIS è inciso sotto l'Arco di Trionfo, pilastro Orientale.